# Francesc Mas i Piquet
Francesc Mas i Piquet (Barcelona, 13 de gener de 1916 - Barcelona, 23 de febrer de 1998) fou un futbolista català de les dècades de 1930 i 1940.

## Trajectòria
Fou un extrem esquerre format a la Penya Saprissa, l'equip encarregat de formar els futurs jugadors del RCD Espanyol. Posteriorment jugà a un club de Sarrià i al CE Europa fins que el 1939 ingressà al primer equip blanc-i-blau. Jugà tres temporades a l'Espanyol, fins al 1942, disputant 49 partits de lliga i marcant 11 gols. Guanyà el Campionat de Catalunya i la Copa d'Espanya el 1940. En aquesta darrera competició fou l'autor del gol de la victòria (3-2 al Reial Madrid) en el minut 110 de la pròrroga. El 1942 fitxà pel Granada CF, on jugà 46 partits de lliga i marcà 8 gols a primera divisió. També jugà 4 partits amb la selecció catalana de futbol els anys 1941 i 1942, en els quals marcà dos gols.